# Ju mer vi är tillsammans

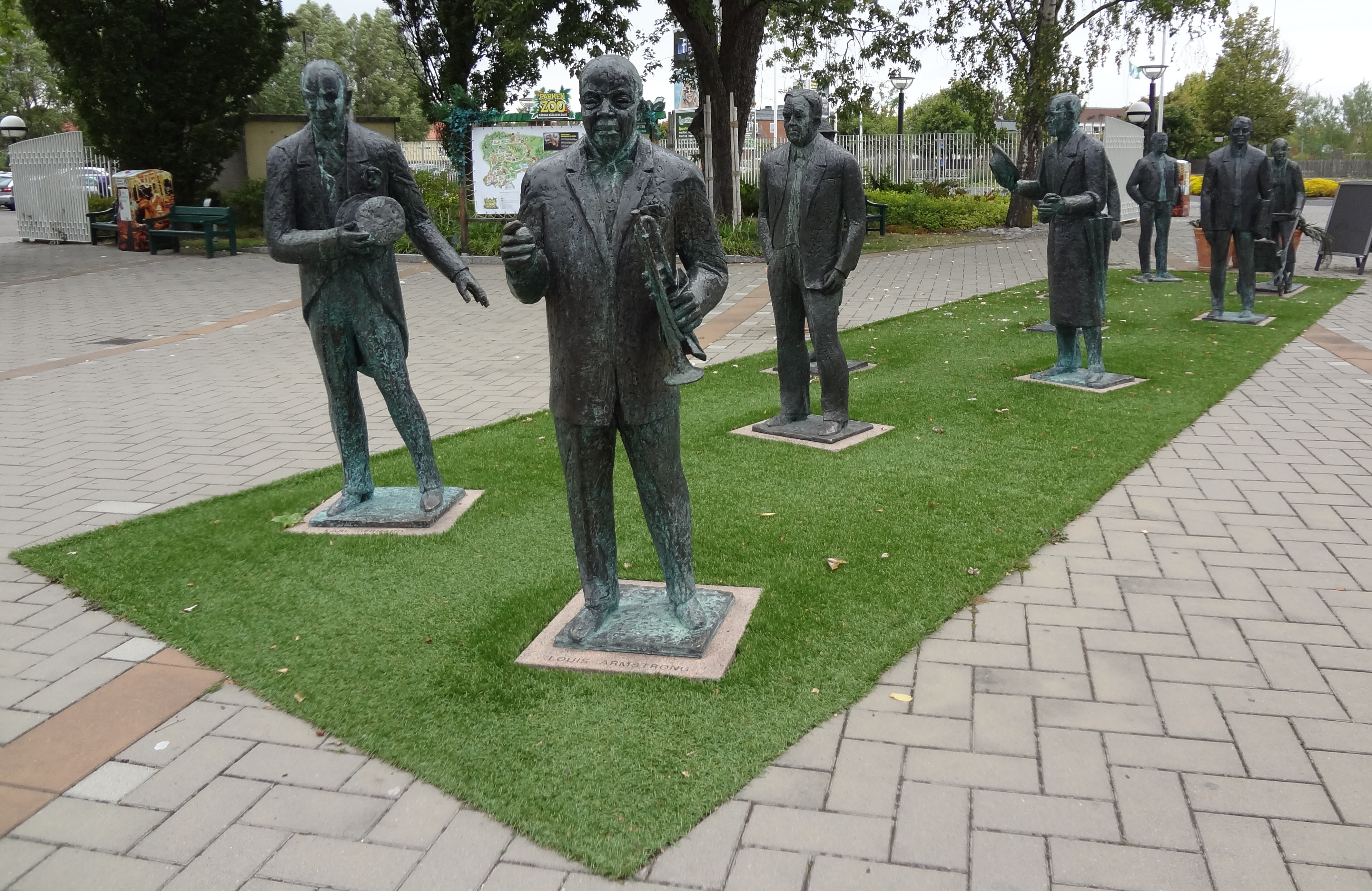
Ju mer vi är tillsammans.

Ju mer vi är tillsammans är en skulpturgrupp placerad vid entrén till Parken Zoo i Eskilstuna. Konstnären är Herman Reijers och verket placerades där år 1988 i samband med djurparkens 90-årsfirande.
Gruppen är gjord i brons och består av 10 skulpturer av personer som är på väg in i djurparken.

## Personerna
De kända personerna är märkta med namn på socklarna, dessa är framifrån:
- Louis Armstrong
- Karl Gerhard
- Arne Geijer
- Alva Myrdal
- Gustaf VI Adolf
- Tage Erlander
- Olof Palme
- Naima Wifstrand
- Okänd man
- Okänd kvinna med barnvagn

## Bilder

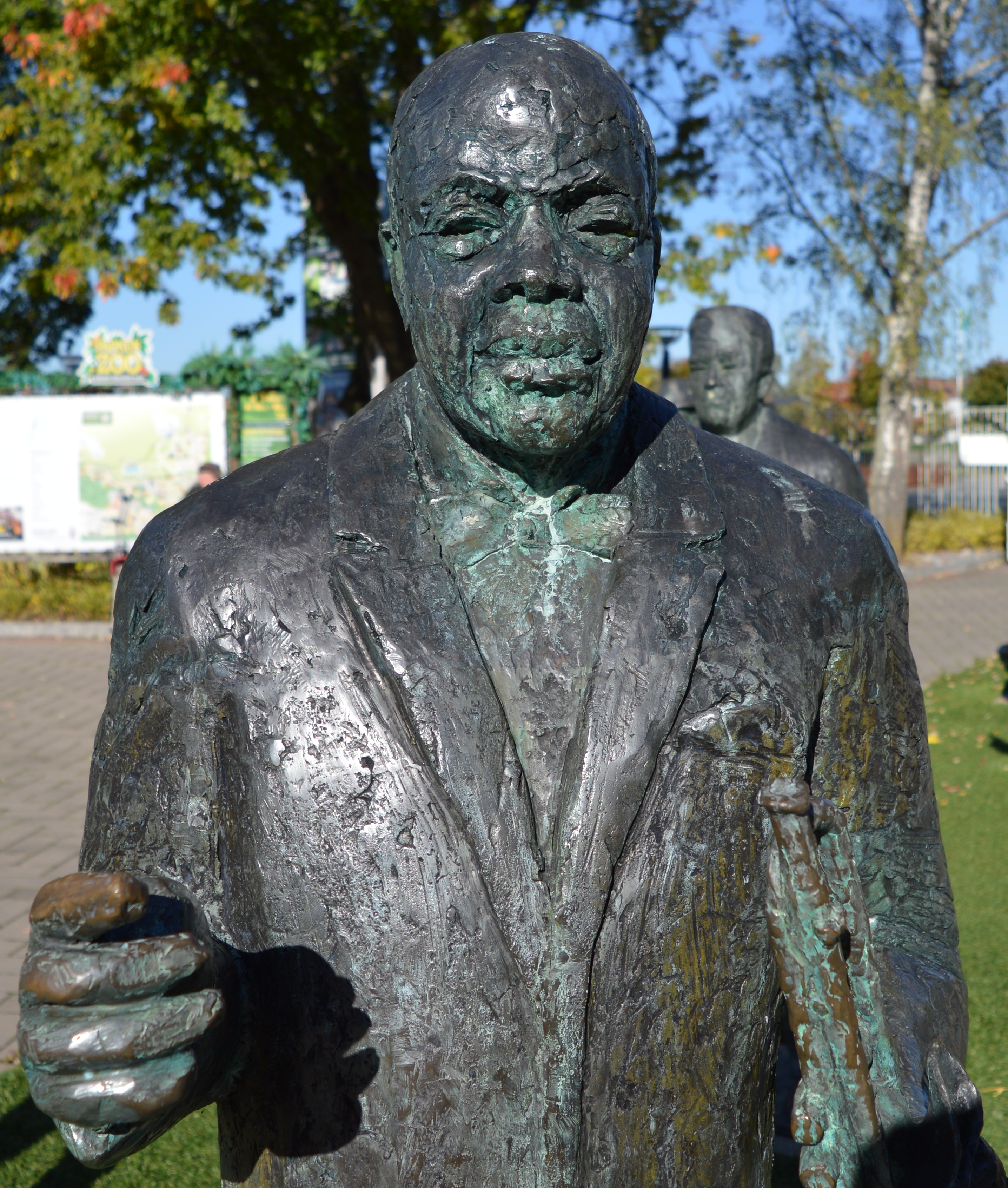
Louis Armstrong
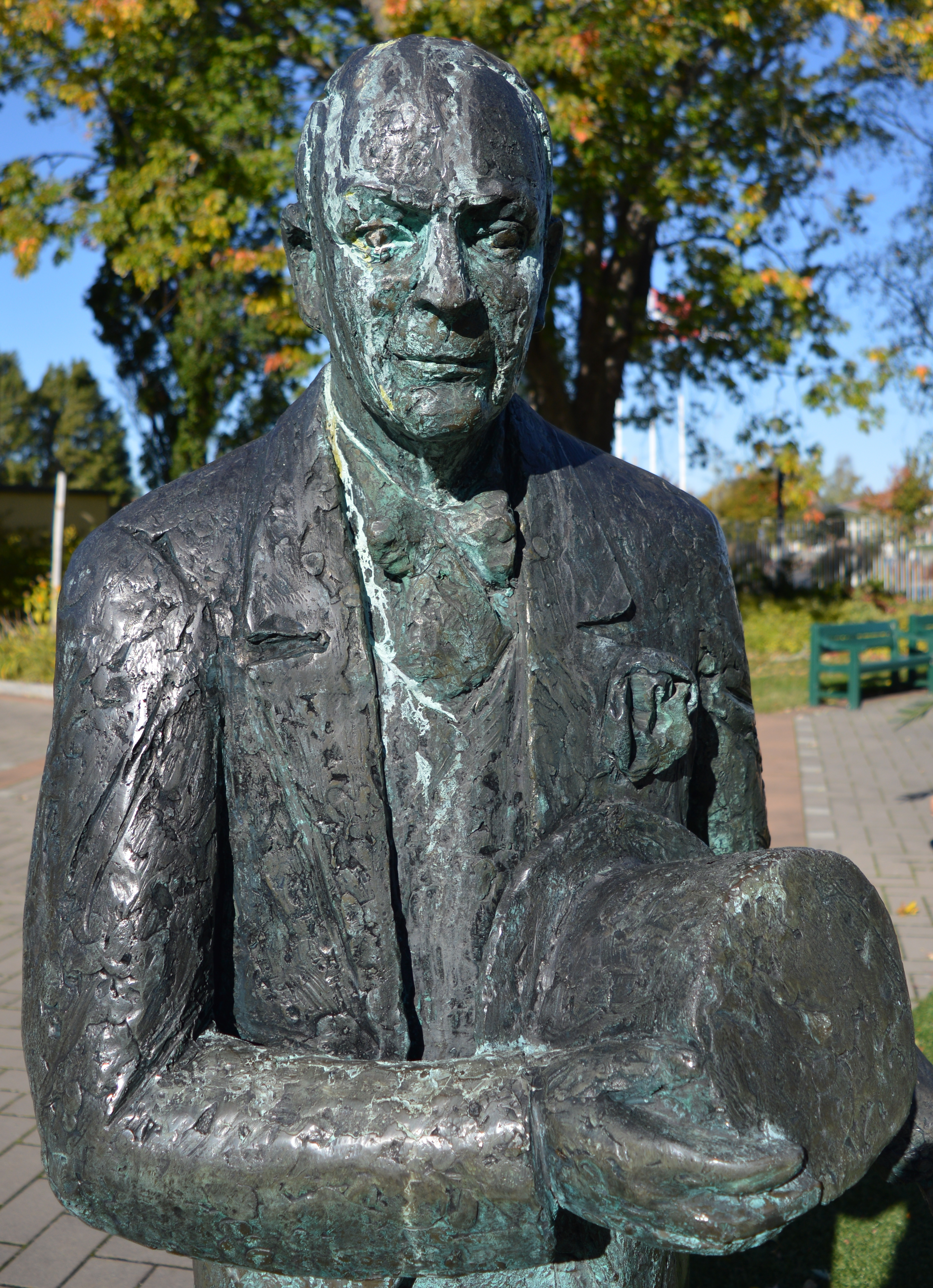
Karl Gerhard
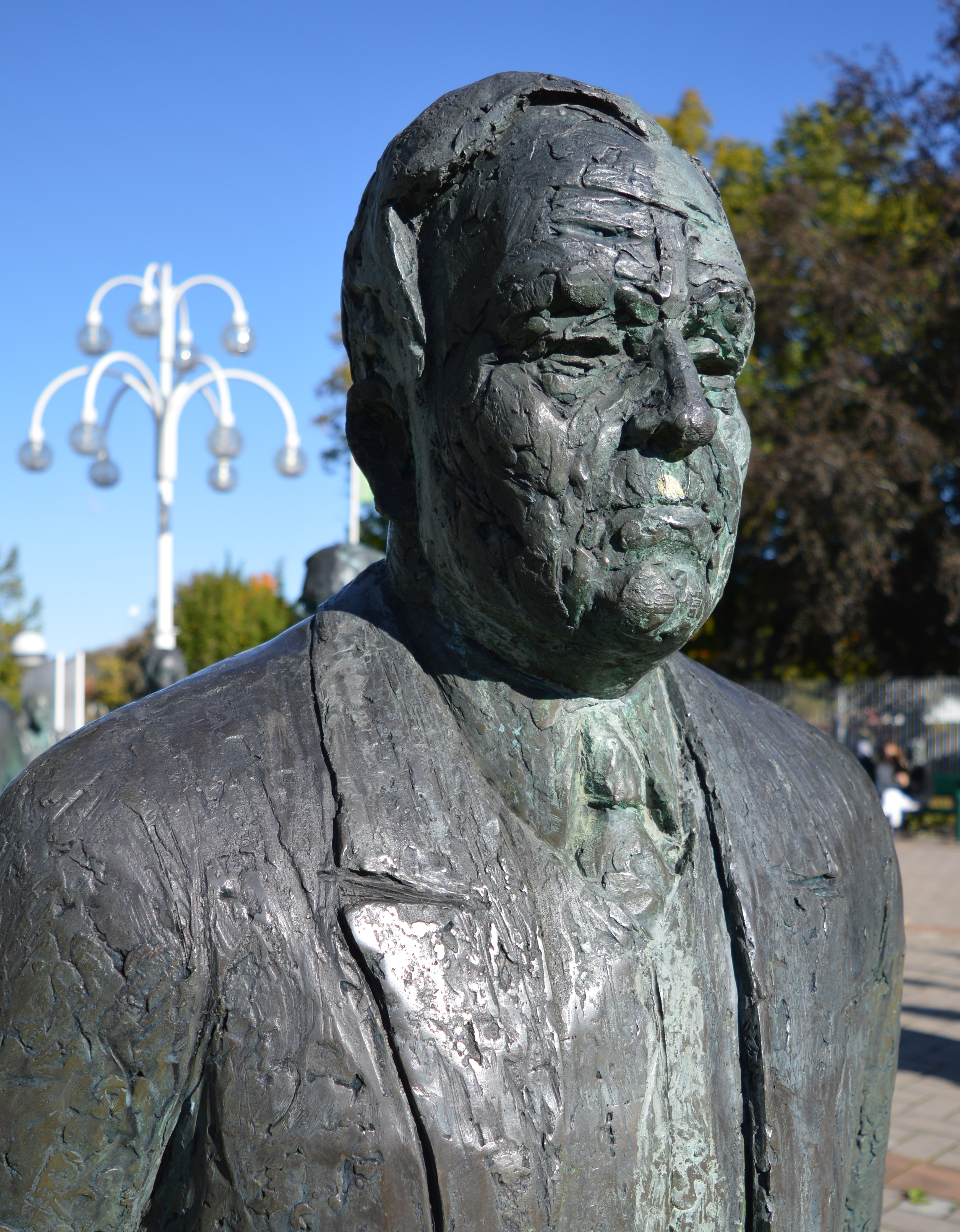
Arne Geijer
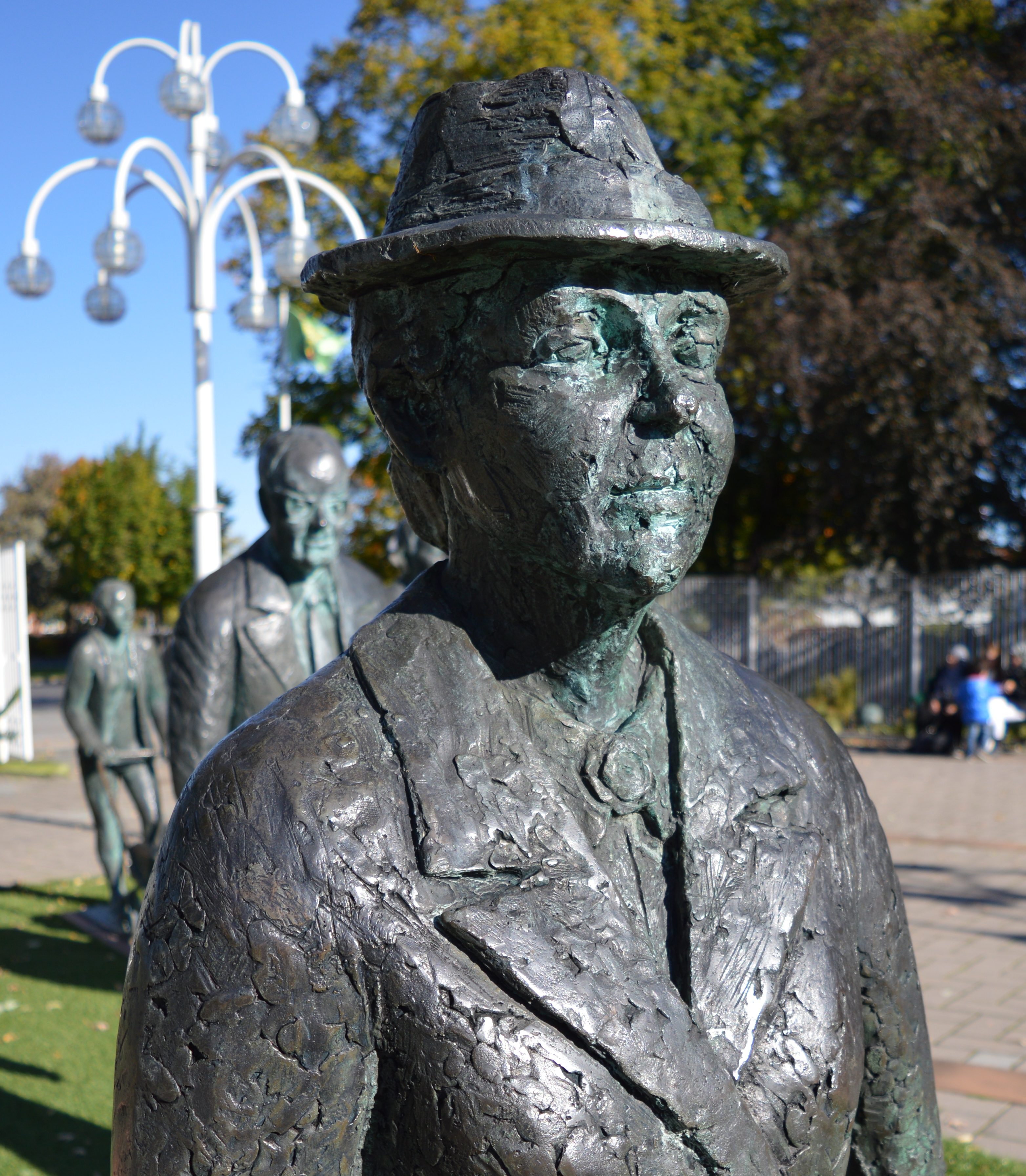
Alva Myrdal
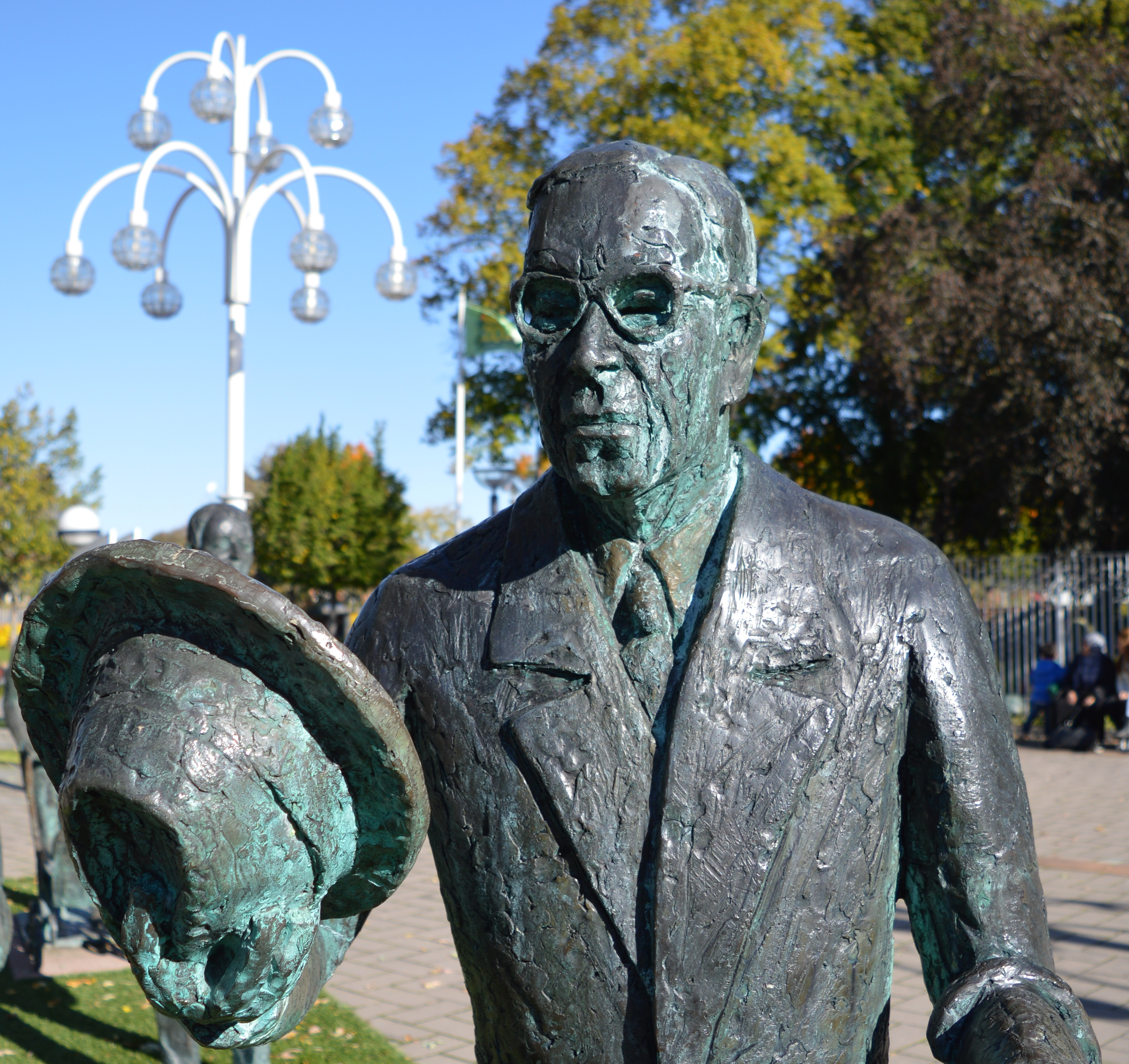
Gustaf VI Adolf
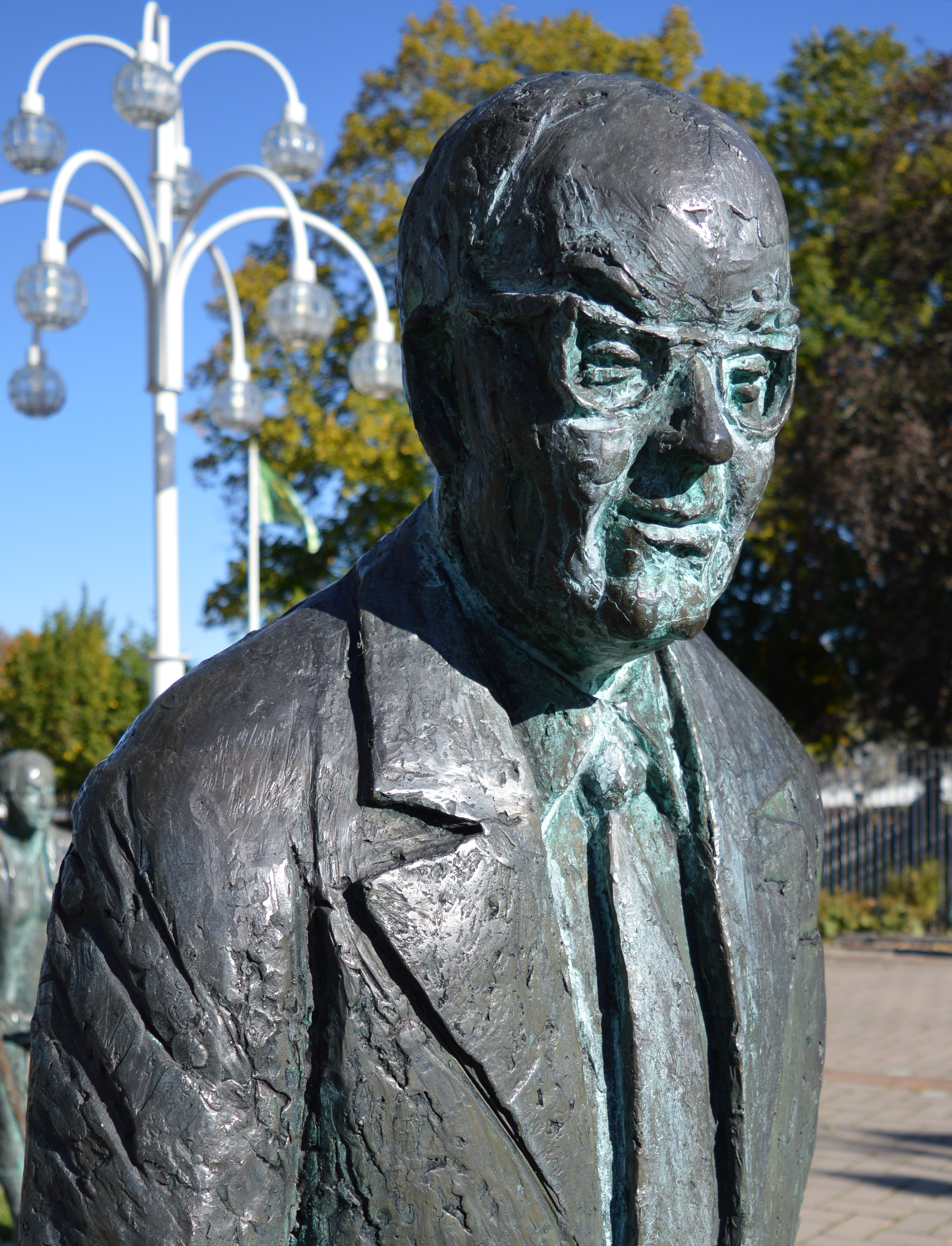
Tage Erlander
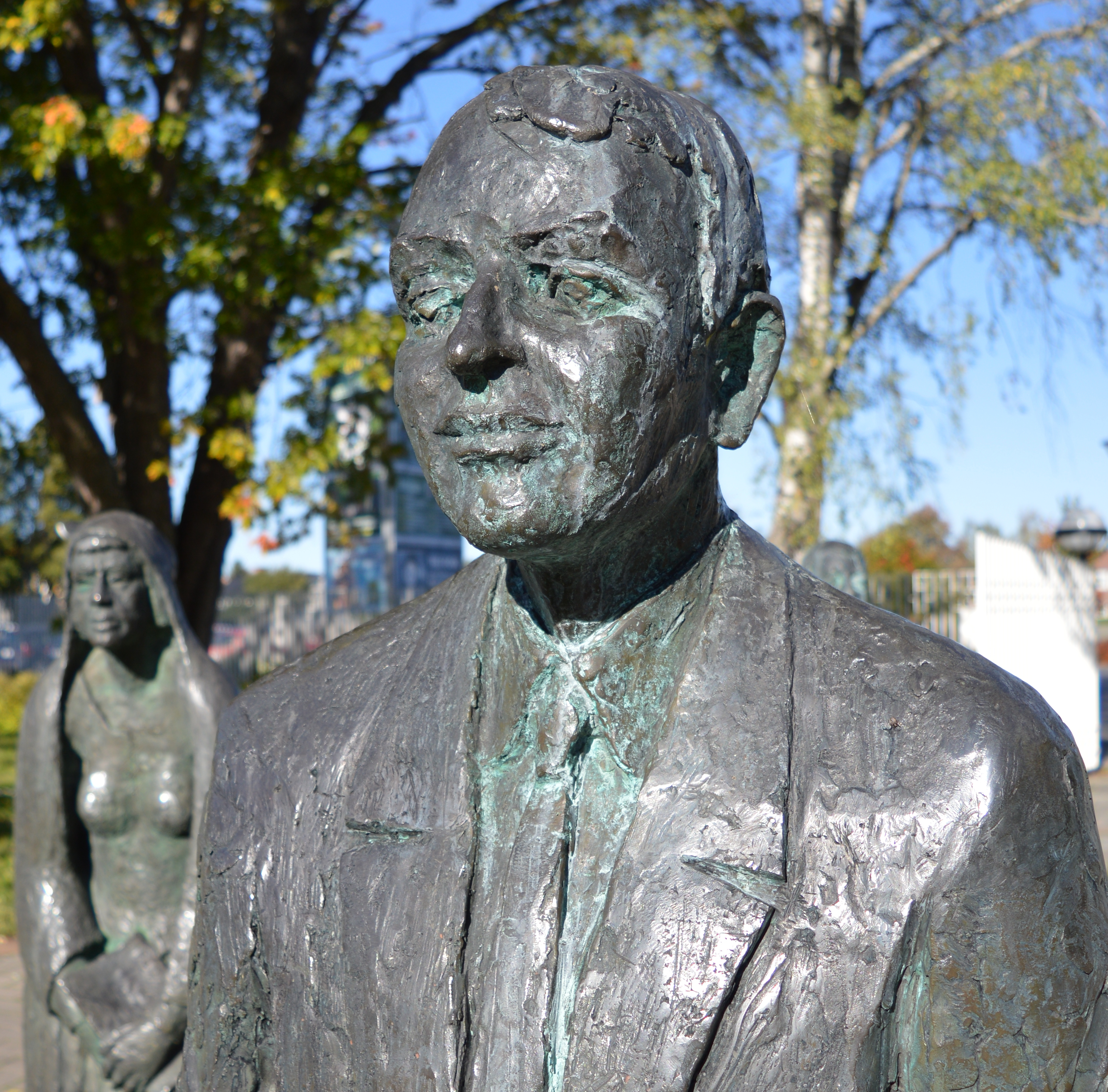
Olof Palme
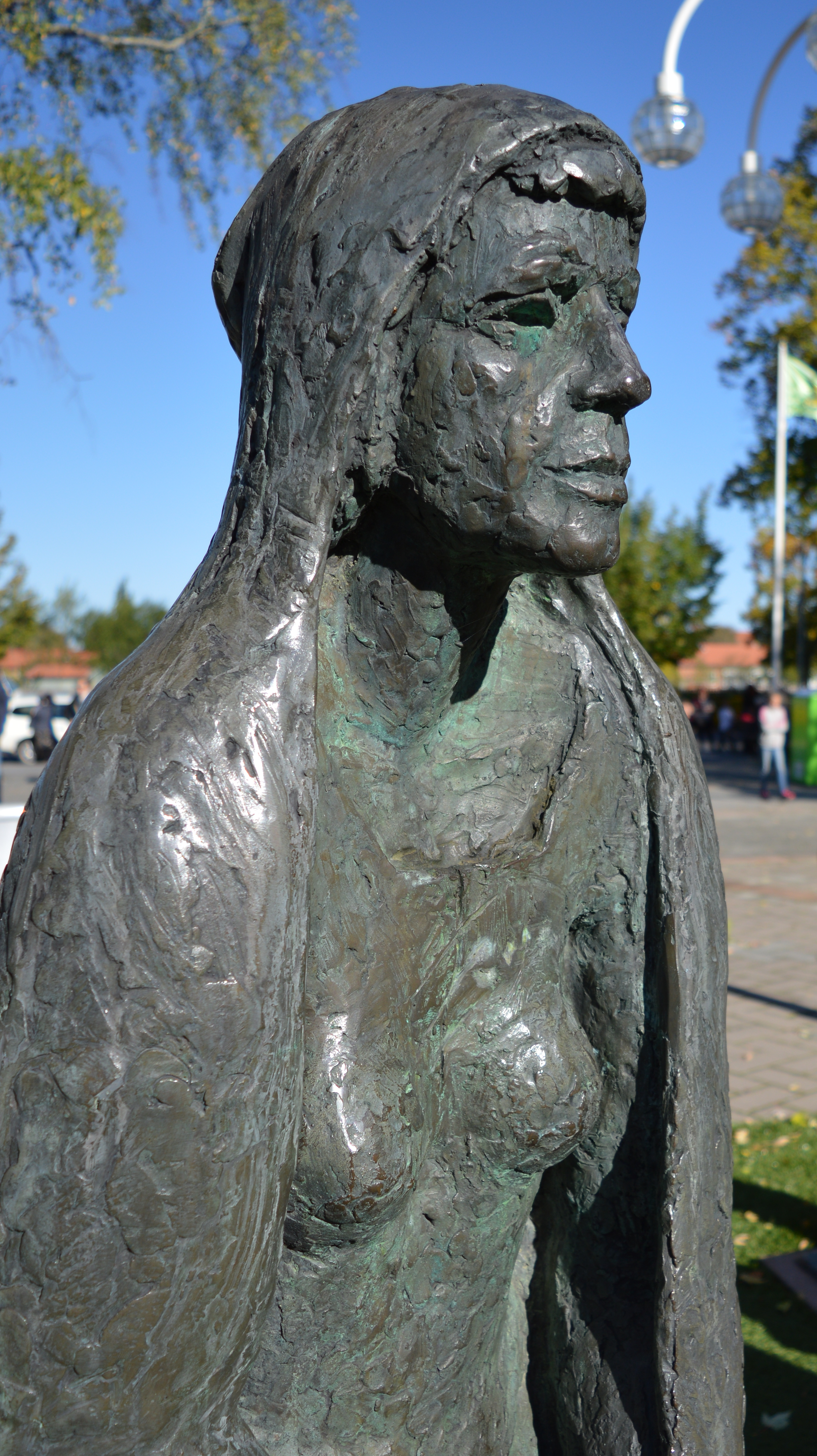
Naima Wifstrand
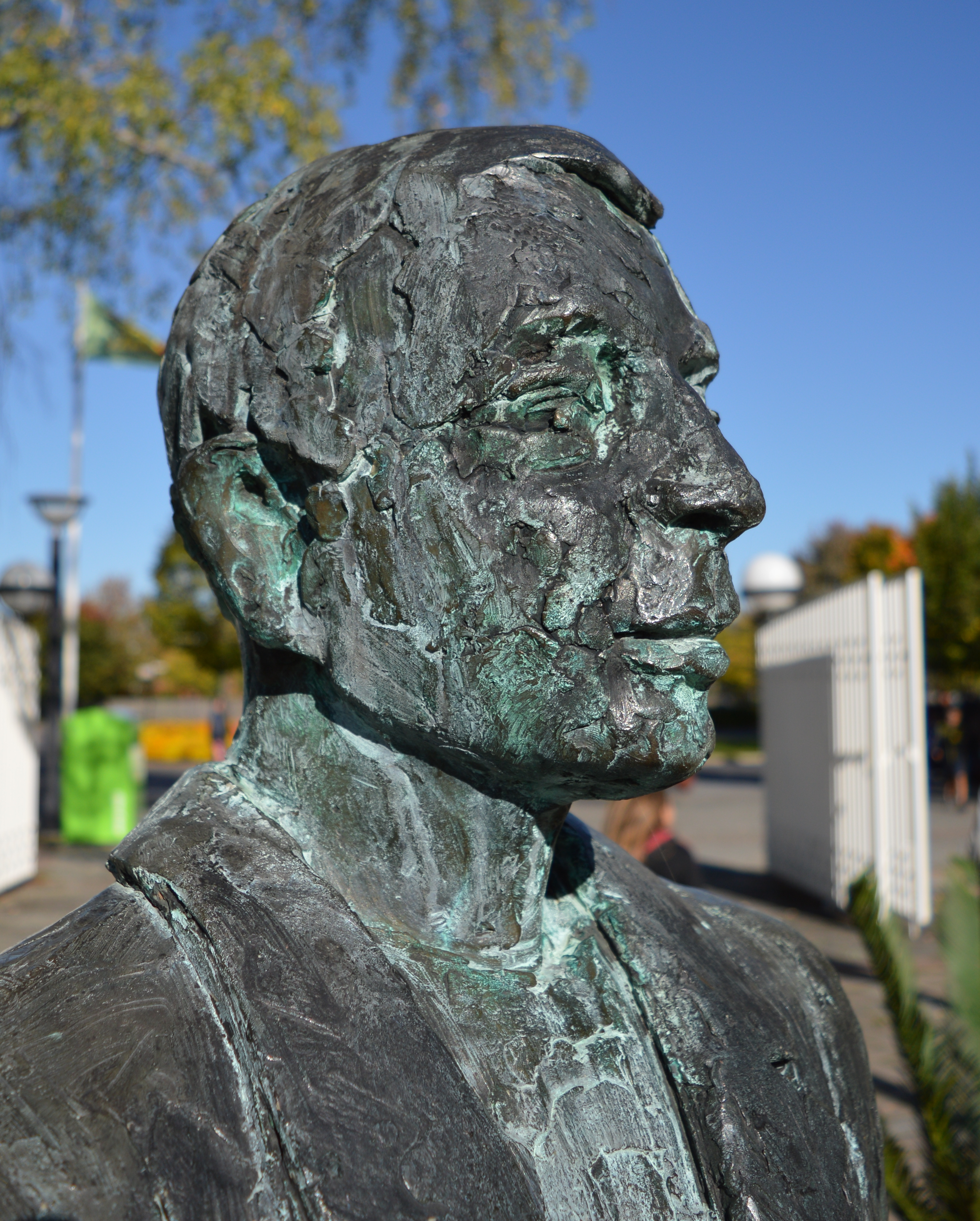
Okänd
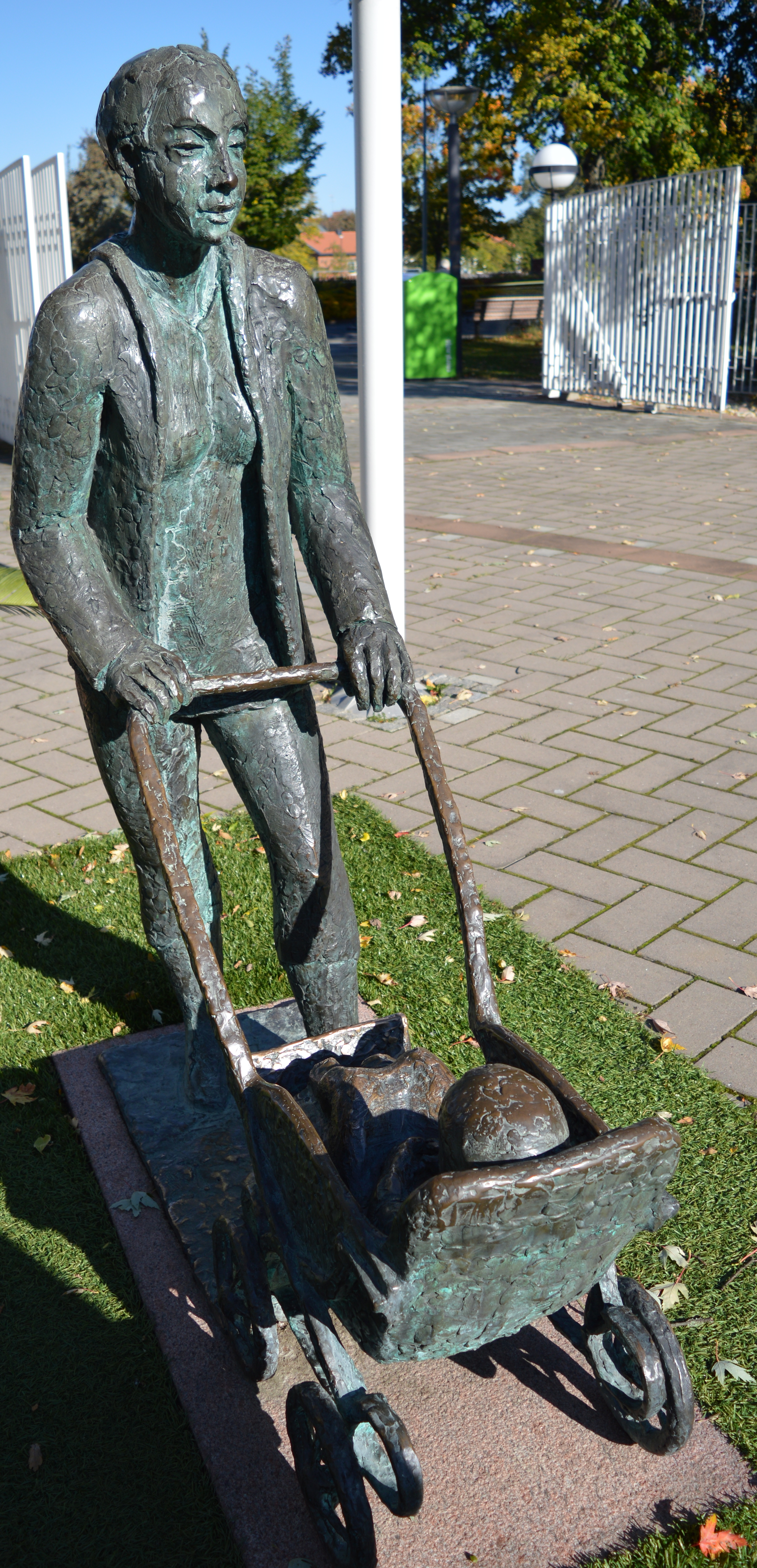
Okänd